# Gérard Gosselin (peintre)
Pour les articles homonymes, voir Gosselin.
Gérard Gosselin est un artiste peintre, graveur et lithographe français né le 19 mars 1933 à Quettehou (Manche) et mort le 5 avril 2023 au Petit-Quevilly (Seine-Maritime).

## Biographie
Cadet des trois garçons nés du mariage de Lucien Henri Louis Gosselin, charron, et de Jeanne Marie Victorine Lereverend, couturière (l'aîné est le sculpteur et peintre Raymond Gosselin), Gérard Gosselin commence à peindre très jeune, dans un premier temps des paysages d'une facture postimpressionniste, travaillant ensuite en autodidacte d'après Eugène Delacroix, Gustave Courbet, Pierre Paul Rubens, Pablo Picasso et Juan Gris.
Du mariage de Gérard et Georgette Gosselin en 1956 naîtront deux enfants, Jérôme en 1956 et Nathalie en 1957. Le couple, en 1957, s'installe définitivement à Saint-Étienne-du-Rouvray où, parallèlement au métier d'instituteur qu'il exercera à l'école Paul-Langevin jusqu'en 1990, il s'oriente vers « une peinture plus gestuelle, colorée et passionnelle ».
Gérard Gosselin fonde en 1963 à Saint-Étienne du Rouvray, pour la présider jusqu'en 1988, la section locale de l'Union des arts plastiques, syndicat d'artistes peintres proches du Parti communiste français né en 1946 de l'extension du Front national des Arts, mouvement clandestin mené depuis 1942 par André Fougeron, Édouard Goerg et Édouard Pignon, à d'autres artistes issus de même de la Résistance. Ami du peintre espagnol José Ortega, il devient également proche d'Édouard Pignon à partir de 1969 et de Ladislas Kijno à partir de 1970.
Les deux livres, publiés en 1973, puis en 2000, que Gérard Gosselin consacre aux dessins de presse de Pablo Picasso, « les décrivant parfaitement comme une action dans l'urgence », sont les premières manifestations de l'intérêt qu'en tant qu'artiste politiquement engagé - à l'instar de ses contemporains André Fougeron, Paul Rebeyrolle et Jean Vénitien - il porte plus largement à l'histoire du dessin de presse - pour lui, lorsque le dessinateur est « un peintre, il y a quelque chose en plus, et surtout, il pense aussi à sa recherche, à sa peinture, et çà c'est passionnant » -, étant de surcroît collectionneur de journaux allant de 1963 à 1908 : « La grande période des journaux… On y trouvait des dessins d'humour, des dessins d'actualité politique, des illustrations de textes et des dessins qui seraient aujourd'hui des photos » explique-t-il en s'attardant notamment sur les contributions d'André Gill, Théophile Alexandre Steinlen, Marie Bracquemond ou Maximilien Luce. Cette collection, qui a fait l'objet de l'exposition De Daumier à Toulouse-Lautrec : le dessin de presse à l'époque impressionniste dans le cadre du festival Normandie impressionniste à Saint-Étienne-du-Rouvray en juin-septembre 2010,,, est comprise comme le fruit d'« d'une passion raisonnée qui forme une suite réfléchie de son propre travail, puisque Gérard Gosselin, peintre abstrait, signe lui-même des affiches et des maquettes de journaux ».
Gérard Gosselin décède au Petit-Quevilly le 5 avril 2023,,,.

## Œuvres

### Contributions bibliophiliques
- Jean Verdure, Parler, illustrations de Gérard Gosselin, éditions Maugard, Rouen, 1960.
- Jean Verdure, Romance, poème, illustrations et maquette de Pierre Garcette, Gérard Gosselin, Bernard Bouffard et Amaury Dubos, éditions Fernandez, Rouen, 1963.
- Jean Verdure, Mode mineur, illustrations de Gérard Gosselin, éditions Buquet, Sotteville-lès-Rouen, 1963.
- Jacques Derrida (préface de Nelson Mandela), Pour le peuple africain, portfolio d'estampes de Henri Cueco, Daniel Clarke, Hervé Di Rosa, Gérard Gosselin, André Fougeron, Jean Messagier, Ernest Pignon-Ernest, Bernard Rancillac, Antonio Saura, Antonio Segui et Vladimir Veličković, 225 exemplaires numérotés, éditions de l'association Rencontre nationale contre l'apartheid (Atelier A. imorimeur, Paris), 1994[16].
- Paul Éluard, La blanche illumination de croire tout le bien possible, lithographie originale de Gérard Gosselin numérotée et signee (75 exemplaires), éditions de la Galerie l'Art pour la paix, Saint-Ouen (imprimerie Del Arco), 1995.

### Décors de théâtre
- Flaubert : théâtre / roman d'Alain Van der Malière, théâtre Maxime-Gorki, Le Petit-Quevilly, 1980.

### Écrits
- Gérard Gosselin, Picasso - 145 dessins pour la presse et les organisations démocratiques, éditions de L'Humanité, 1973.
- Gérard Gosselin (directeur de publication), Pablo Picasso, Raymond Bachollet, Pierre Daix, Georges Tabaraud et Jean-Pierre Jouffroy, Picasso et la presse - Un peintre dans l'histoire, Cercle d'art, 2000.
- Martine Thomas, Yannick Marec et Gérard Gosselin, Le dessin de presse à l'époque impressionniste, 1863-1908, de Daumier à Toulouse-Lautrec, éditions Jean di Sciullo (Democratic Books), 2010[9],[17].

## Expositions
- Salon de l'École française, Paris, 1951.
- Les artistes de Basse-Normandie, Saint-Lô, 1952.
- Première exposition de l'Union des arts plastiques, salle des fêtes de la mairie de Saint-Étienne du Rouvray, 1963[18].
- Galerie Menuisement, Rouen, 1967.
- Jacques Démoulin, Jean-Pierre Bourquin, Gérard Gosselin, locaux du comité d'entreprise de la S.N.C.F., Saint-Étienne du Rouvray, 1974.
- Théâtre Maxime-Gorki, chapelle Saint-Julien et hôtel de ville, Grand-Quevilly, septembre-octobre 1985.
- Théâtre de La Mals, Sochaux, 1985, février-mars 2002[19].
- Galerie l'Art et la paix, Paris, octobre-novembre 1986.
- Cent estampes pour la création, Union des arts plastiques de Saint-Étienne-du-Rouvray, 1987.
- 70 ans de peinture en France, Fête de l'Humanité, La Courneuve, septembre 1990[20].
- Musée de Nova Kakhovka, 1991.
- Gérard Gosselin, peintures - Raymond Gosselin, sculptures, Musée Taras-Chevtchenko, Kaniv, 1992.
- Galerie Königstrasse, Dresde, 1992.
- Galerie Lieu-dit, Rouen, 1996.
- Hôtel de ville de Maromme, 1996.
- La Capitale Galerie, Paris, juin 1999 (Gérard Gosselin - Peintures, dessins)[21], Vingt années, 2017.
- La Commune de Paris a 130 ans - François Arnal, Ladislas Kijno, Henri Cueco, Peter Klasen, Yvon Taillandier, Ernest Pignon-Ernest, Jacques Monory, Boris Taslitsky, Vladimir Veličković, André Fougeron, Jean Rustin, Jacques Villeglé, Gérard Gosselin, François Hilsum…, Assemblée nationale (palais Bourbon), Paris, novembre-décembre 2001[22],[23].
- Gérard Gosselin - Rétrospective, Union des arts plastiques de Saint-Étienne-du-Rouvray, 2004.
- Gérard Gosselin, Espace de l'Union des arts plastiques, 38 rue de Fontenelle, Rouen, septembre 2010.
- Gérard Gosselin - Jérôme, Espace de l'Union des arts plastiques, 8 rue de la Pie, Rouen, mars 2011[24].
- Jaurès : maudite soit la guerre - 45 artistes maudissent la guerre avec Jaurès, mairie et école de Gentioux-Pigerolles, août 2014 ; espace Max-Pol-Fouchet, Méricourt, septembre-octobre 2014[25].
- L'Algérie pour mémoire - Témoignages autour de "la Question", 1958-2018, Centre culturel algérien, Paris, septembre-novembre 2018[26].
- Trésors de banlieues, ancien marché des Grésillons, Gennevilliers, octobre-novembre 2019[27].
- L'Association internationale des arts plastiques (vingt artistes) dialogue avec l'œuvre gravée et dessinée de Roger Somville, La Renouée, Gentioux-Pigerolles, juillet-août 2021[28].
- Le geste flamboyant de Gérard Gosselin, Centre d'art Jean-Pierre-Jouffroy, Bonneuil-sur-Marne, juin-juillet 2022[2].
- Les œuvres de l'artothèque municipale, galerie d'exposition du collège Dulcie-September, Arcueil, janvier-mars 2023[29].
- Les soixante ans de l'Union des arts plastiques - Daniel Humair, Thibaut de Reimpré, Jean-Pierre Schneider, Tony Soulié, Gérard Gosselin…, Le Rive-gauche et Centre socioculturel Jean-Prévost, Saint-Étienne-du-Rouvray, janvier-février 2023[30],[18].

## Réception critique
- « Une chanson de geste ? Ou une mise en scène ? La peinture de Gérard Gosselin, exposée désormais un peu partout en Europe, est fondamentalement tellurique. Innée, spontanée, mais, après un long cheminement à l'intérieur de l'homme, elle jaillit en gestes sûrs, en dessin-desseins, en zébrures de l'espace. Le reste, l'essentiel, est question de mise en place de la couleur, d'action dramatique des harmonies. Il y a des nocturnes mystérieux, des coups de soleil qui virent au noir, ce noir de l'éblouissement total qui efface le réel. Cette peinture semble lancer un inventaire de l'invisible, de l'impossible, du non-révélé. On arriverait ainsi à une écriture d'impression, une sorte d'impressionnisme actuel. » - Roger Balavoine[31].
- « Ah ! Gérard Gosselin ! Il représente toujours la plénitude de son style, de son art, au fil d'incessantes découvertes si expressives, où l'idée et la réflexion se retrouvent en informel sans rien perdre de leur puissance ni de leur vitalité chromatique, de ces couleurs viriles si bien harmonisées au geste de l'artiste, ce mouvement essentiel et assuré dans la déclinaison de son art. » - André Ruellan[24].
- « Il laisse derrière lui une œuvre riche et engagée qui aura marqué toute une génération d'artistes. » - Jérôme Chatet[13].

## Collections publiques

### Algérie
- Musée des beaux-arts d'Alger[32],[33].

### Chili
- Musée d'art contemporain de Santiago

### États-Unis
- Musée d'art graphique de l'Université de New York.

### France
- Artothèque municipale, Arcueil[29].
- Artothèque Pierre-Tal-Coat, Hennebont[34].
- Département des estampes et de la photographie de la Bibliothèque nationale de France, Paris :
  - Composition bleue, lithographie originale, 1989 ;
  - Mai 98, lithographie originale, 1998.
- Caisse nationale d'assurance vieillesse, Paris.
- Ville de Petit-Quevilly, œuvre d'art en établissement scolaire au titre du 1% artistique[35].
- Maison Elsa Triolet-Aragon, Saint-Arnoult-en-Yvelines[36].
- Fonds d'art contemporain de la ville de Saint-Étienne-du-Rouvray, La prison bleue, acrylique, collage et sable sur toile[37],[27].
- Caisse nationale d'assurance vieillesse, Tours.

### Ukraine
- Musée national de peinture de Kiev.

## Collections privées
- Raoul-Jean Moulin[38].

## Distinctions
- Chevalier des Arts et Lettres, 2000.
- Président d'honneur de l'Union des arts plastiques de Saint-Étienne-du-Rouvray, 2000.

### Fonds d'archives
- Musée d'Art contemporain du Val-de-Marne, Vitry-sur-Seine, fonds Gérard Gosselin (composition en ligne).